# Göran Karlssons Motormuseum
Göran Karlssons Motormuseum var ett museum i Ullared i Falkenbergs kommun. 
Göran Karlsson startade Gekås 1963 i Ullared. Under 28 år byggde han upp och ledde företaget som idag är Skandinaviens största varuhus med 3,7 miljoner besökare 2006. Göran Karlssons passion var att samla på gamla bilar och den 26 maj 2007 var det premiärdags för Göran Karlssons Motormuseum. 
I januari 2011 meddelade Gekås verkställande direktör Boris Lennerhov att museet skulle stängas, eftersom det inte hade gått med vinst på flera år.